# Radicaal (Chinees schrift)

Het linkerdeel van mā, Chinees voor "moeder", is een radicaal en betekent "vrouw"

Een radicaal (van het Latijnse radix ofwel 'wortel') is een basiscomponent van ieder Chinees karakter. Dit geldt niet alleen voor het Chinese schrift (hanzi) maar ook voor de van het Chinese schrift afgeleide karakters zoals het Japanse kanji, het Koreaanse hanja en het Vietnamese Chữ nôm en Chữ nho. Radicalen zijn belangrijk voor de rangschikking in en het gebruik van Chinese woordenboeken, Japanse Kanji-woordenboeken en Koreaanse Hanja-woordenboeken. Verder vormt het radicaal vaak de betekeniscomponent van een karakter en is de rest van het karakter de klankcomponent.

## Benaming
In de talen die Chinese karakters gebruiken heten de radicalen 部首 (Chinees (Hanyu Pinyin): bùshǒu; Japans: bushu en Koreaans: busu), wat letterlijk "klassehoofd" betekent. De benaming "radicaal" is als sinologische term in het Nederlands taalgebied gebruikelijk. Een door de Vlaamse sinoloog Jozef Mullie (1886-1976) gebruikte alternatieve term is "sleutel", omdat het radicaal van een karakter fungeert als sleutel tot het woordenboek.

## Functie
De klassieke methode om de duizenden karakters van een woordenboek te ordenen is die met behulp van radicalen. In elk woordenboek bevindt zich een lijst van radicalen. Die lijst is zo samengesteld dat alle karakters onder te brengen zijn bij een van de radicalen. Voor traditionele karakters is er een gangbare lijst van 214 radicalen, de Kāngxī-radicalen. Voor vereenvoudigde karakters zijn verschillende standaardlijsten van radicalen gepubliceerd. Invoering van een algemeen geaccepteerde standaardlijst bleek echter niet mogelijk, zodat de lijst van vereenvoudigde radicalen per woordenboek verschilt. Elke radicalenlijst is geordend van eenvoudig naar complex, dat wil zeggen naar het aantal (penseel)streken per radicaal, van weinig naar veel. Radicalen kunnen ook optreden als zelfstandige karakters.

## Nevenvormen
Sommige radicalen kennen nevenvormen, varianten die uit minder streken bestaan. Nevenvormen komen nooit los voor, zij worden slechts gebruikt in combinatie met andere componenten van een karakter. Sommige radicalen hebben een nevenvorm die gelijk is aan een andere radicaal of andere nevenvorm van een radicaal. In dat geval kan soms naar positie binnen het karakter worden onderscheiden (staat de nevenvorm links of rechts in het karakter). In sommige lijsten van vereenvoudigde radicalen worden de nevenvormen als aparte radicaal opgevoerd, zodat zo'n lijst langer kan zijn dan de klassieke lijst van 214 radicalen.

## Woordenboeken
Om een karakter in een woordenboek te kunnen opzoeken met behulp van radicalen dienen drie stappen te worden gezet:
- Bepaling van het radicaal van dat karakter. In de lijst van radicalen wordt per radicaal een overzicht gegeven van karakters die de betrokken radicaal bevatten en in het woordenboek zijn opgenomen. Radicalen hebben niet in elk karakter dezelfde plaats. Moeilijkheid bij de splitsing van een karakter in radicaal en resterend deel kan zijn dat het resterende deel ook een radicaal is. Een, zij het betrekkelijk, houvast biedt dan de regel dat radicalen vaak de betekeniscomponent van het karakter vormen en dat de rest van het karakter de klankcomponent is.
- Tel hoeveel streken het karakter meer heeft dan het radicaal. De karakters per radicaal zijn geordend naar het aantal resterende streken, van weinig streken naar veel resterende streken. Om het correcte aantal extra streken te bepalen dient men de juiste volgorde van de streken te kennen. Bovendien tellen hoeken die rechtsboven staan en haken als één streek. Niet alle woordenboeken tellen op dezelfde wijze, zodat ook moet worden gekeken naar karakters met een extra streek meer of minder. Bij het vereenvoudigd schrift kan bij twijfel bijna altijd worden gekozen voor het laagste aantal streken.
- Zoek op de bedoelde plaats in de lijst van radicalen naar de ingang in het woordenboek. Meestal wordt achter het gewenste karakter het paginanummer vermeld waar de betekenis van het karakter wordt verklaard.

De toevoeging van nummers aan een radicalenlijst is vooral een westerse sinologische traditie. In Chinese woordenboeken staan de radicalen in een ongenummerde lijst. De volgorde blijft echter dezelfde. Naast een rangschikking in radicalen kennen woordenboeken ook andere zoekregisters. Zo kunnen karakters worden gerangschikt volgens het Pinyin transcriptiesysteem. Verder hebben veel woordenboeken een lijst van nánzì (难字, "moeilijk opzoekbare karakters")